# Hans Plenk
Hans Plenk, né le 21 février 1938 à Bad Reichenhall et mort le 10 septembre 2023 à Schönau am Königssee, est un lugeur ouest-allemand.

## Carrière
Aux Jeux olympiques d'hiver de 1964 organisés à Innsbruck en Autriche, Hans Plenk remporte la médaille de bronze de luge en simple. Il est ensuite porte-drapeau de l'Allemagne de l'Ouest lors des Jeux olympiques d'hiver de 1968 à Grenoble (France), où il est sixième en simple et quatrième en double. Pendant sa carrière, il gagne cinq médailles aux Championnats du monde : l'or en simple en 1965, l'argent en simple en 1961 et 1963 et le bronze en simple et en double en 1960. Il est également cinq fois champion d'Allemagne en simple et trois fois en double.